# Fulehung

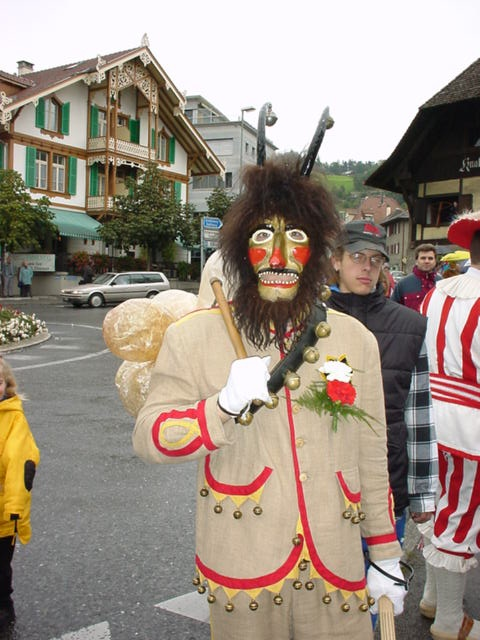
Fulehung am Ausschiesset 1999

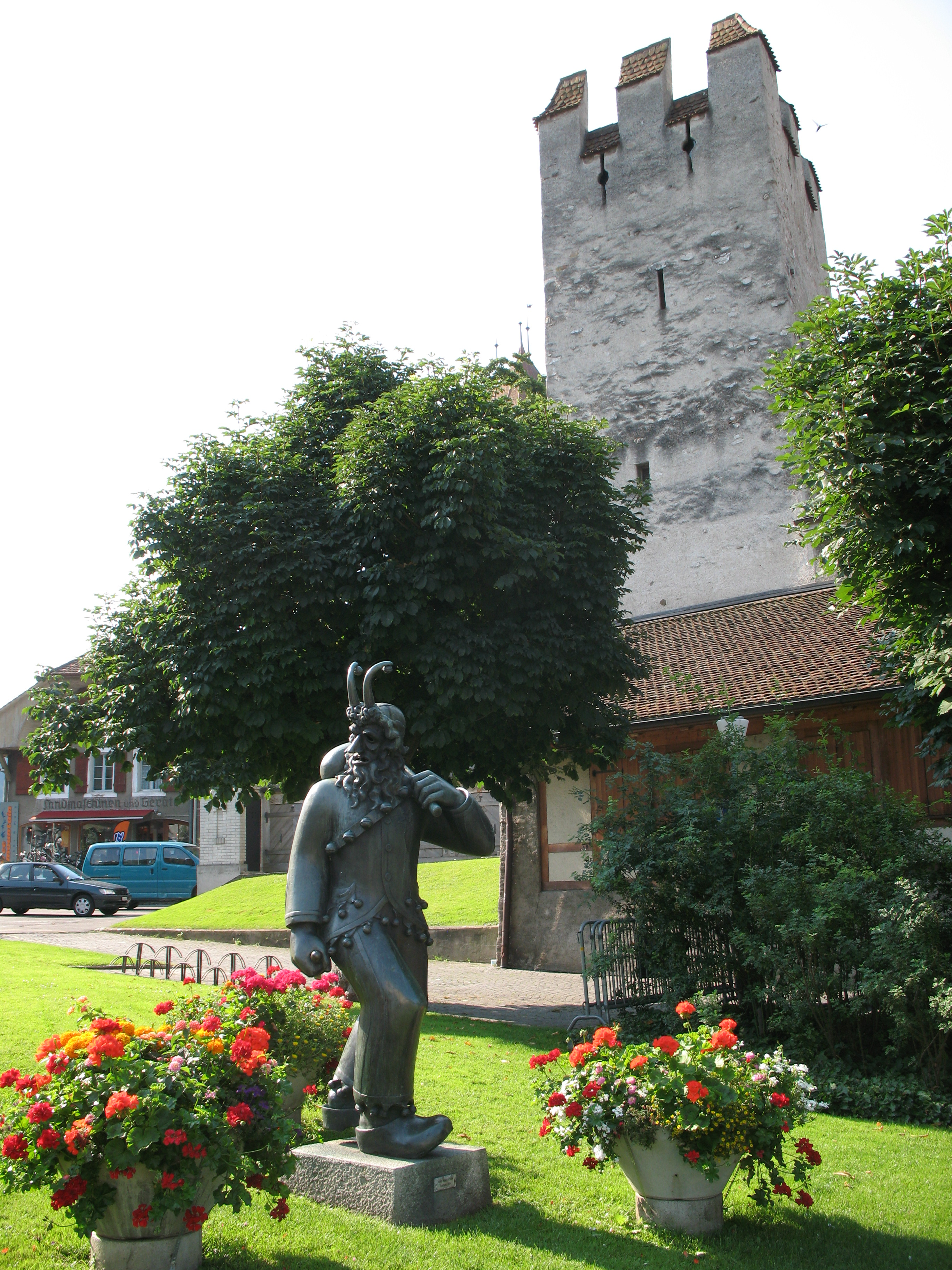
Fulehung und Chutziturm, Thun

Der Fulehung ist eine Narrenfigur, die jährlich beim Thuner Volksfest Ausschiesset eine zentrale Rolle spielt. Fule Hung ist Berndeutsch und bedeutet «fauler Hund».

## Geschichte
Die Gestalt soll der Legende nach auf die Beteiligung der Thuner an der Schlacht bei Murten zurückgehen; den Thunern gelang damals der Fang des Hofnarren Karls des Kühnen. In Thun jagten sie ihn solange durch die Gassen, bis er zusammenbrach und sich die Thuner dadurch für die Verspottungen gerächt hatten. Als Hofnarr trug er ein Narrengewand mit Maske. Die ältesten Berichte zum Fulehung stammen aus der zweiten Hälfte des 19. Jahrhunderts, es werden jedoch keine Aussagen über einen eventuellen Zusammenhang mit den Burgunderkriegen, noch über Alter oder Herkunft gemacht. Er war am Ausschiesset 1855 dabei und trug eine Schellenkappe. Er wurde damals jedoch noch nicht Fulehung, sondern Bajass genannt. 1864 wurde der Narr mit der Teufelsmaske offiziell von den Armbrust-Schützen eingeführt und sollte vor allem die Kinder unterhalten. Zwischen 1880 und 1885 fand das Ausschiesset auf Grund einer Epidemie nicht statt. Durch das lange Fernbleiben soll der jetzige Name Fulehung entstanden sein. Seit der Jahrhundertwende wird er nun Fulehung genannt und die alte Bezeichnung Bajass wurde im Laufe der Zeit vergessen. Nach 1920 musste für den Fulehung wieder einmal ein neues Kleid beschafft werden, wobei er nebst der Brätsche, respektive dem "Schyt", nun auch einen Stock mit Schweineblasen, den "Söiplaatere", erhielt.
1979 liess die Kadettenkommission Thun die Originalmaske durch die Eidgenössische Materialprüfungs- und Forschungsanstalt untersuchen. Fazit: Eine präzise zeitliche Einordnung der Herstellung sei nicht möglich. Immerhin konnte festgetellt werden, dass die Maske aus drei Schichten aufgebaut ist. Über einem Drahtgerüst sind zwei Schichten von Blechen gebogen worden. Während die älteren Teile in das 18. Jahrhundert zurück datiert werden können, stammt die äusserste Blechschicht von einer Renovation aus jüngerer Vergangenheit. Der Fulehungdarsteller von 1946 bis 1965 soll die Maske regelmässig eigenhändig restauriert, die Behaarung erneuert oder der Maske vor dem Ausschiesset einen neuen Farbanstrich verpasst haben.
1982 wurde die rund 2,5 kg schwere Originalmaske für den Auftritt des jeweiligen Darstellers durch eine leichte Kopie aus Kunststoff ersetzt. 2020 kam noch eine Reservemaske dazu.

## Heute
Der Fulehung trägt eine zweiteilige, beige Verkleidung, deren Saum mit Schellen bestückt ist und eine wilde, gehörnte Teufels-Maske. Am Ausschiesset-Montag tritt er morgens um fünf Uhr auf dem Rathausplatz  in Erscheinung und wird von den Massen anschliessend durch die Strassen und Gassen Thuns gejagt. Dabei wird ihm «Fulehung, Fulehung» und "Fulehung, Souhung" nachgerufen. Der Fulehung ist mit Söiplaatere (Schweineblasen) und dem Schyt bewaffnet und verteilt an die frechsten Verfolger auch mal zünftige Schläge. Er hat aber auch «gute» Seiten. So schenkt er Kleinkindern Gratisfahrkarten fürs «Rösslispiel» (Karussell) und wirft aus den Fenstern verschiedener Altstadtgebäude Süssigkeiten in die wartende Menge.
Um sich vom vielen Laufen zu erholen, zieht er sich vorübergehend in Häuser zurück, denn er braucht eine gute Kondition und ausgezeichnete Kenntnisse der Innenstadt, mit allen Hintergässchen und Schleichwegen.

## Der Fulehung in Literatur und Kunst
- Stefan Haenni: Narrentod. Ein Kriminalroman aus dem Berner Oberland. Gmeiner Verlag 2009, ISBN 978-3-89977-799-4
- Ueli Bichsel: Tatort Thun – der Fall Fulehung, Theaterstück.[3]
- Sandro Fiscalini / Reto Steiner: Die Maske des Narren. Die Geschichte des Fulehung als Comics. Verlies Verlag, Zürich 2000, ISBN 3-908716-00-4
- Fresko im «Thuner Himmel» von Roman Tschabold, Pavillon auf der Kirchentreppe[4]
- Fulehung-Denkmal am Berntorkreisel seit 1955, Bronzestatue von Unika Maler[5]
- Seit 1990 gibt der Thuner Kadettenverein Kunstblätter mit dem Motiv des Fulehungs heraus. Künstler u. a.: Björn Zryd, Rittiner & Gomez, Stefan Haenni, Michael Streun, Arthur Loosli, Reto Leibundgut, Knud Jacobsen.
- Oliver Pfäuti alias MC DASK: Fulehung Rap von Stefan Haenni[6] Kurzfilm: Thuner Krimitrilogie mit Fulehung-RAP von MC DASK bei YouTube